# Hirshhorn Museum and Sculpture Garden
Hirshhorn Museum and Sculpture Garden – muzeum sztuki w Waszyngtonie, założone w 1974 roku w oparciu o kolekcję 6 600 dzieł sztuki należącą do Josepha H. Hirshhorna, podarowaną przez niego w maju 1966 roku dla Smithsonian Institution. Muzeum jest położone przy National Mall. W jego zbiorach znajduje się ponad 11 500 prac takich artystów jak Pablo Picasso, Piet Mondrian, Willem de Kooning oraz artystów współczesnych jak Damien Hirst i Olafur Eliasson.
Atrakcją muzeum jest ogród z rzeźbami zawierający XIX- XX-wieczne prace czołowych twórców tego gatunku jak Auguste Rodin czy Henry Moore, a także prace twórców znanych jako malarze (Henri Matisse, Pablo Picasso). Przy muzeum działa też biblioteka.
Prezentacja zbiorów muzeum odbywa się za pomocą ekspozycji stałych i czasowych. Wstęp do muzeum jest bezpłatny.

## Historia

### Kolekcja Josepha H. Hirshhorna
Początki muzeum i jego kolekcji związane są z osobą Josepha H. Hirshhorna (1899–1981), imigranta z Łotwy, finansisty, filantropa i kolekcjonera dzieł sztuki. Dzięki przyjaźni z wieloma artystami (których często wspomagał finansowo) Hirshhorn zaczął w swej posiadłości w Greenwich (stan Connecticut) gromadzić prace XIX- i XX-wiecznych renomowanych artystów, zarówno europejskich (Auguste Rodin, Hans Arp, Henry Moore), jak i amerykańskich (Alexander Calder, David Smith). Część tych zbiorów (ponad 140 rzeźb) Hirshhorn udostępnił w latach 60. do oglądania na terenie swojej posiadłości. Szersza prezentacja jego zbiorów miała miejsce w 1962 roku za sprawą wystawy zorganizowanej w Nowym Jorku przez Muzeum Guggenheima. W maju 1966 roku Hirshhorn przekazał Smithsonian Institution w darze 6 600 dzieł sztuki nowoczesnej i współczesnej, w tym ponad 1 600 rzeźb. Po latach, testamentem, przekazał tej samej instytucji prawie drugie tyle eksponatów ze swoich zbiorów. 

### Muzeum im. Hirshhorna

#### Budynek muzeum

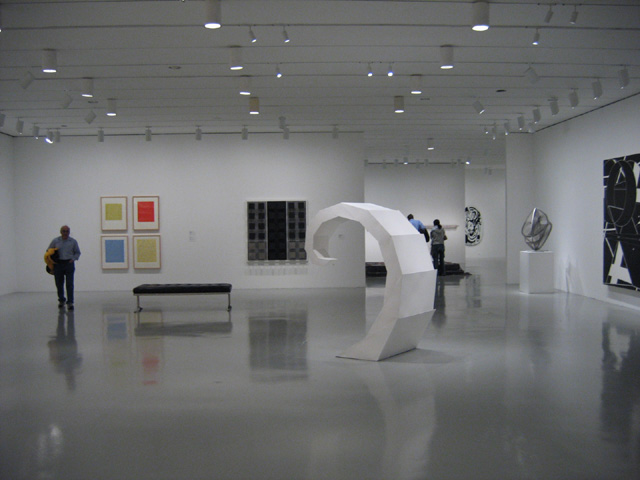
Wnętrze muzeum

W celu udostępnienia posiadanych zbiorów z kolekcji Hirshhorna szerokiej publiczności zarząd Smithsonian Institution podjął decyzję wybudowania nowego muzeum, w tym, zgodnie z życzeniem ofiarodawcy, ogrodu z rzeźbami. W listopadzie 1966 roku Kongres Stanów Zjednoczonych przeznaczył kwotę 15 milionów dolarów na budowę Muzeum im. Hirshhorna. Wykonanie projektu zarząd Smithsonian Institution powierzył architektowi Gordonowi Bunshaftowi z firmy Skidmore, Owings & Merrills. Pod budowę wybrano działkę położoną przy National Mall, w połowie drogi między pomnikiem Waszyngtona a Kapitolem. Muzeum miało składać się z budynku i oddzielonego ulicą ogrodu z rzeźbami. Budynek został zaprojektowany jako trzypiętrowy, cylindryczny gmach, wsparty na czterech solidnych filarach z przeszklonymi wewnętrznymi ścianami. Miały w nim się mieścić galerie malarstwa i sztuki nowoczesnej. Przestrzeń wokół budynku oraz podcienia przeznaczono na ekspozycje rzeźby. Muzeum otwarto jesienią 1974 roku. Jego charakterystyczny, okrągły budynek został ochrzczony mianem „Pączka na Mall” (Doughnut on the Mall).

##### Dane techniczne
- budynek i mury wykonano z prefabrykatów betonowych;
- średnica budynku – 70.6 m, średnica dziedzińca wewnętrznego – 35 m, średnica basenu z fontanną – 18.2 m;
- wysokość budynku – 25 m, wysokość filarów, na których jest posadowiony – 4.2 m;
- powierzchnia wystawowa na parterze i dwóch piętrach – 5574 m²;
- całkowita powierzchnia wystawowa wewnątrz i na zewnątrz – 18 301 m²;
- powierzchnia wokół budynku i pod nim – 1,09 ha;
- powierzchnia ogrodu rzeźby po drugiej stronie Jefferson Drive - 0,52 ha; ogród jest położony od 1.8 do 4.2 m poniżej poziomu ulicy;
- na parterze znajduje się powierzchnia wystawowa, magazyny, pracownie i pomieszczenia biurowe oraz audytorium na 274 miejsca;
- galerie na pierwszym i drugim piętrze mają ściany wysokie na 4.6 m, z odkrytymi, wysokimi na 1 m kasetonowymi stropami;
- na trzecim piętrze znajdują się pomieszczenia biurowe i magazyny[3].

#### Ogród z rzeźbami

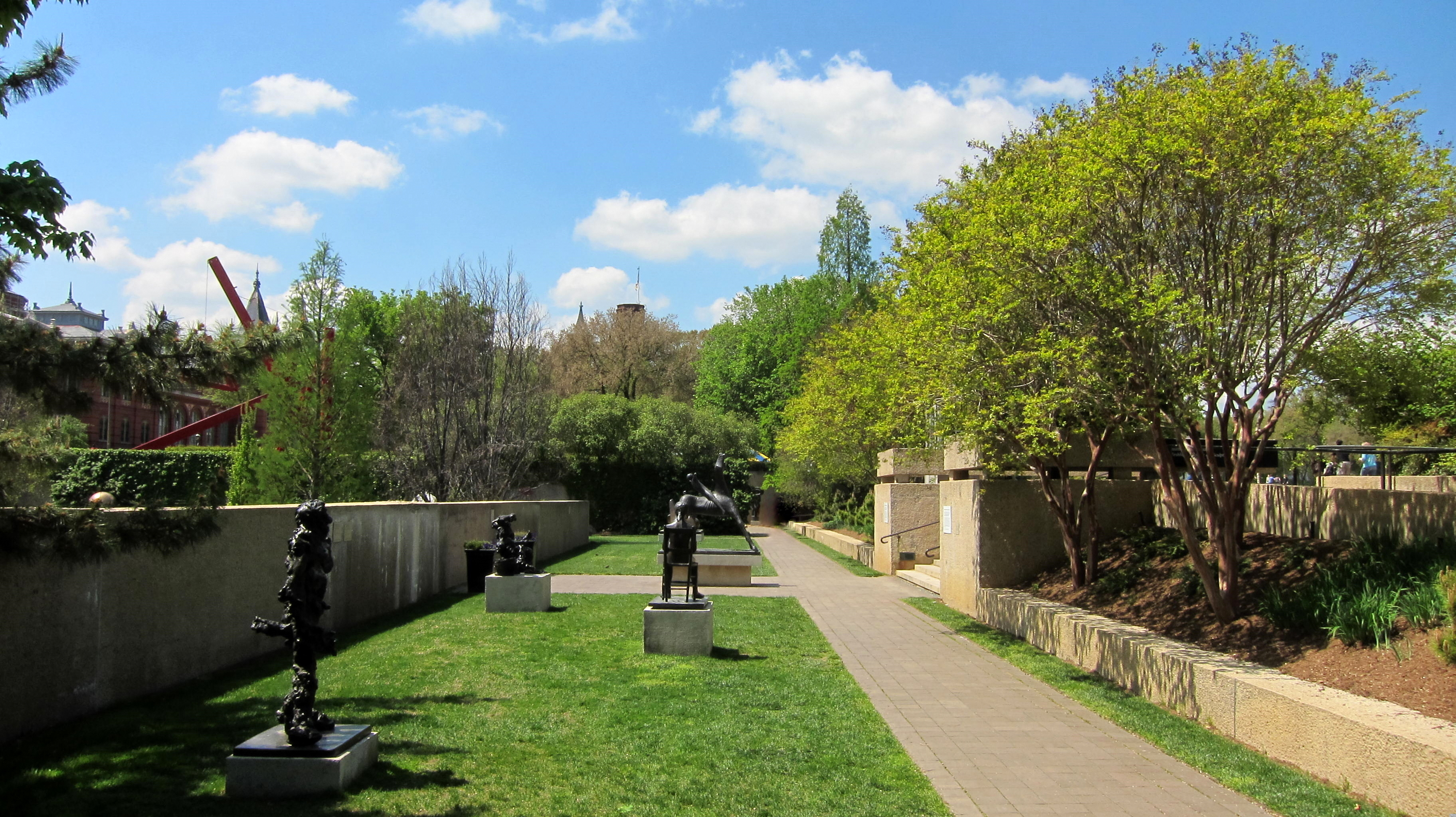
Ogród z rzeźbami

Przymuzealny ogród, budowany etapami, składa się z kilku tarasów, a jego główną część stanowi plac z sadzawką, położony 4 m poniżej poziomu ulicy. Do placu prowadzą z dwóch stron schody. Powierzchnię ogrodu dla lepszej ekspozycji rzeźb wysypano żwirem. Całość utrzymana była w surowym stylu. W latach 1978–1981 przeprojektowano ogród, aby poprawić dostęp do niego i poruszanie się po nim; położono chodniki, założono nowe trawniki, posadzono drzewa i krzewy oraz powiększono powierzchnię wystawienniczą. W latach 1991–1993 zamówiono nowe projekty placu dookoła budynku muzealnego. Koncepcja utworzenia ogrodu z rzeźbami jako ważnej części Muzeum Hirshhorna była nawiązaniem do tendencji w międzynarodowym muzealnictwie mających na celu nie tylko zachęcenie do odwiedzenia muzeum, ale też zaprezentowanie nowej formy ekspozycji rzeźby jako sztuki otwartej przestrzeni. Projektując ogród z rzeźbami przy Muzeum Hirshhorna jak wzór wykorzystano wcześniejsze idee prezentacji rzeźby na wolnym powietrzu:
- muzeum-ogrodu poświęconego jednemu artyście (Musée Rodin w Paryżu, Rodin Museum w Filadelfii, oba poświęcone twórczości Rodina),
- parku krajobrazowego z rzeźbami na wolnym powietrzu (między innymi Park Vigelanda w Oslo, Millesgården w Sztokholmie, Kröller-Müller Museum w Otterlo) oraz
- ogrodu z rzeźbami będącego częścią muzeum sztuki współczesnej (Fondation Maegh w Saint-Paul-de-Vence, Louisiana Museum of Modern Art w Humlebæk, Moderna Museet w Sztokholmie, Storm King Art Center w Mountainville czy Franklin D. Murphy Sculpture Garden na Uniwersytecie Kalifornijskim w Los Angeles[1].

### Muzeum dzisiaj
Muzeum im. Hirshhorna i ogród z rzeźbami odwiedza ponad 750 000 turystów rocznie, co czyni go jednym z najczęściej odwiedzanych muzeów w Stanach Zjednoczonych. Od chwili swego otwarcia w 1974 roku placówka stała się terenem spotkań dla społeczności twórców, miejscem prezentacji międzynarodowej sztuki nowoczesnej i współczesnej oraz organizacji ważnych wydarzeń społecznych. Ze znajdującego się na trzecim piętrze muzeum Lerner Room rozciąga się widok na Waszyngton. 

## Zbiory
W zbiorach Muzeum znajduje się łącznie około 11 500 dzieł sztuki. Oprócz darowizn i spadków Josepha H. Hirshhorna, w zbiorach są pozycje zakupione po 1974 roku oraz dodatkowe darowizny i zapisy hojnych ofiarodawców. Nową inicjatywą Muzeum było powołanie grupy Collections Acquisitions Council, która ma zajmować się badaniami i nabywaniem dzieł sztuki współczesnej, w tym, okazjonalnie, prac początkujących artystów.
Muzeum oferuje zwiedzającym specjalne programy, obejmujące zwiedzanie, rozmowy, wykłady, filmy i warsztaty i imprezy rodzinne. Muzealny sklep oferuje szeroki wybór książek, pocztówek, plakatów związanych ze sztuką współczesną oraz inne upominki.
Ekspozycja dzieł sztuki w Muzeum im. Hirshhorna podzielona jest na trzy części: budynek muzeum, ogród wokół muzeum oraz ogród z rzeźbami, oddzielony od muzeum ulicą. W muzeum umieszczono obrazy, rysunki, kolaże, fotografie, przedmioty rzemiosła dekoracyjnego oraz rzeźby małej i średniej wielkości. Wśród rzeźb znalazły się również prace artystów polskich, Magdaleny Abakanowicz i Igora Mitoraja.
Na parterze Muzeum wystawione są prace bieżące i eksperymentalne, w tym multimedia i wideo-instalacje, będące połączeniem sztuki wideo i instalacji, prezentowane w Black Box Theater. Na pierwszym piętrze urządzane są (średnio trzy w roku) wystawy rotacyjne poświęcone poszczególnym artystom lub tematom, nad którymi pieczę sprawują pracownicy muzeum. Na drugim piętrze eksponowane są natomiast pozycje z kolekcji stałej muzeum.

### Rzeźba
Na zewnątrz umieszczono duże rzeźby, wykonane z trwałych materiałów. Na placu wokół muzeum znajdują się rzeźby powstałe pod koniec XX wieku, natomiast w ogrodzie z rzeźbami ulokowano dzieła artystów powstałe od 1880 roku do lat 60. XX w. Ekspozycja ma charakter rotacyjny, część dzieł jest okresowo wymieniana, aby umożliwić prezentację innych eksponatów. Na stałe wystawianych jest pod gołym niebem ponad 60 rzeźb.
Międzynarodową sławę Muzeum im. Hirshhorna zyskało głównie dzięki kolekcji znajdującej się w ogrodzie z rzeźbami. Na przykładzie zgromadzonych tu prac ukazana została historia i ewolucja rzeźby nowoczesnej i współczesnej, począwszy od dzieł Auguste’a Rodina, Antoine’a Bourdelle’a i Aristide'a Maillola poprzez prace Alexandra Archipenki, Jacoba Epsteina, Pau Gargallo i Jacques’a Lipchitza aż do okresu powojennego, poprzez prace Henry Moore’a, Barbary Hepworth, Alexandra Caldera, Hansa Arpa, Alberto Giacomettiego, Willema de Kooninga i innych. Kolekcja rzeźb Moore’a jest jego największą publiczną kolekcją jego rzeźb w Stanach Zjednoczonych. W zbiorach znalazły się też rzeźby artystów znanych jako malarze: Henriego Matisse’a, Pabla Picassa, Joana Miró.

#### Galeria rzeźby

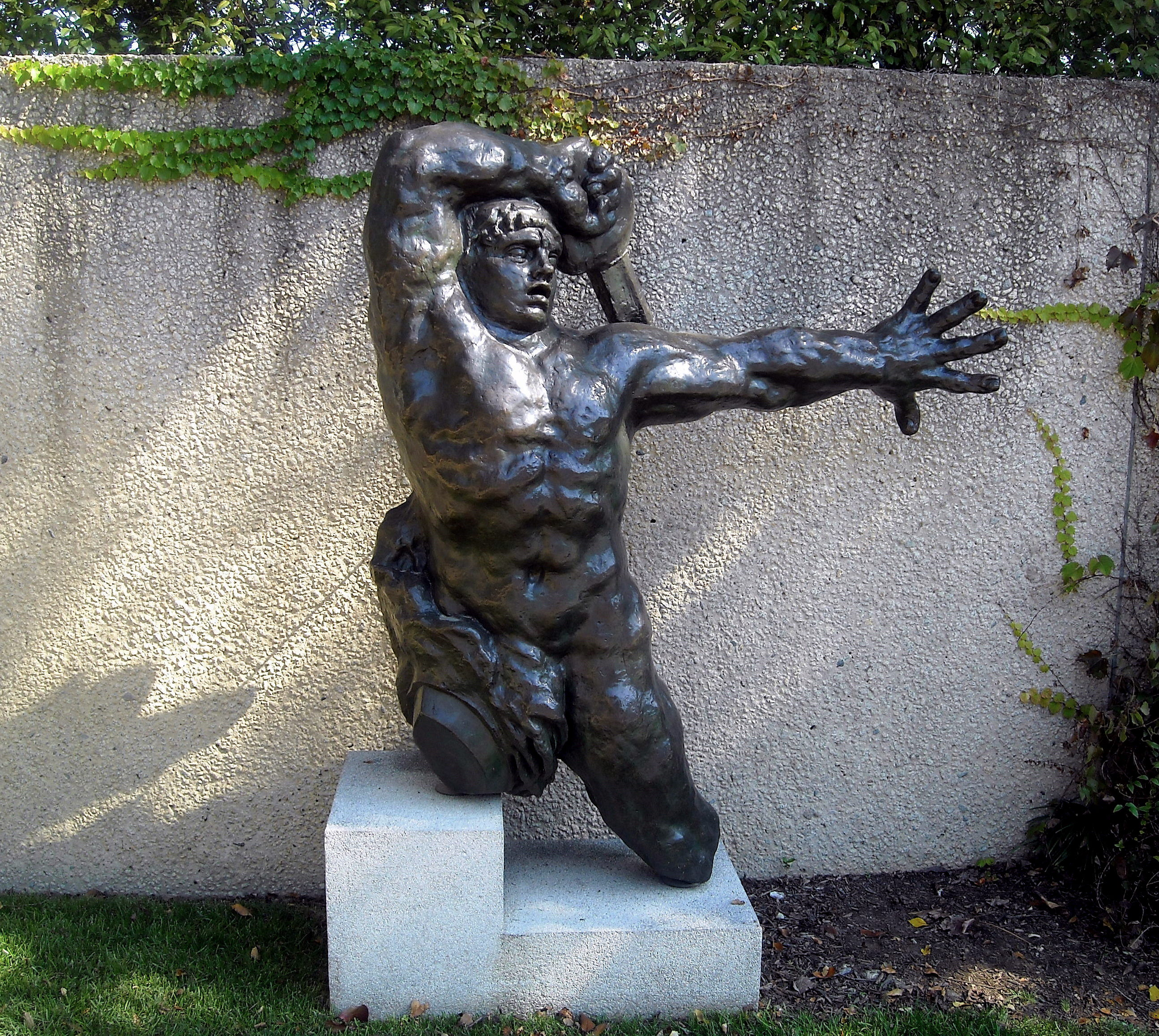
Antoine Bourdelle, Wielki wojownik z Montauban, 1898
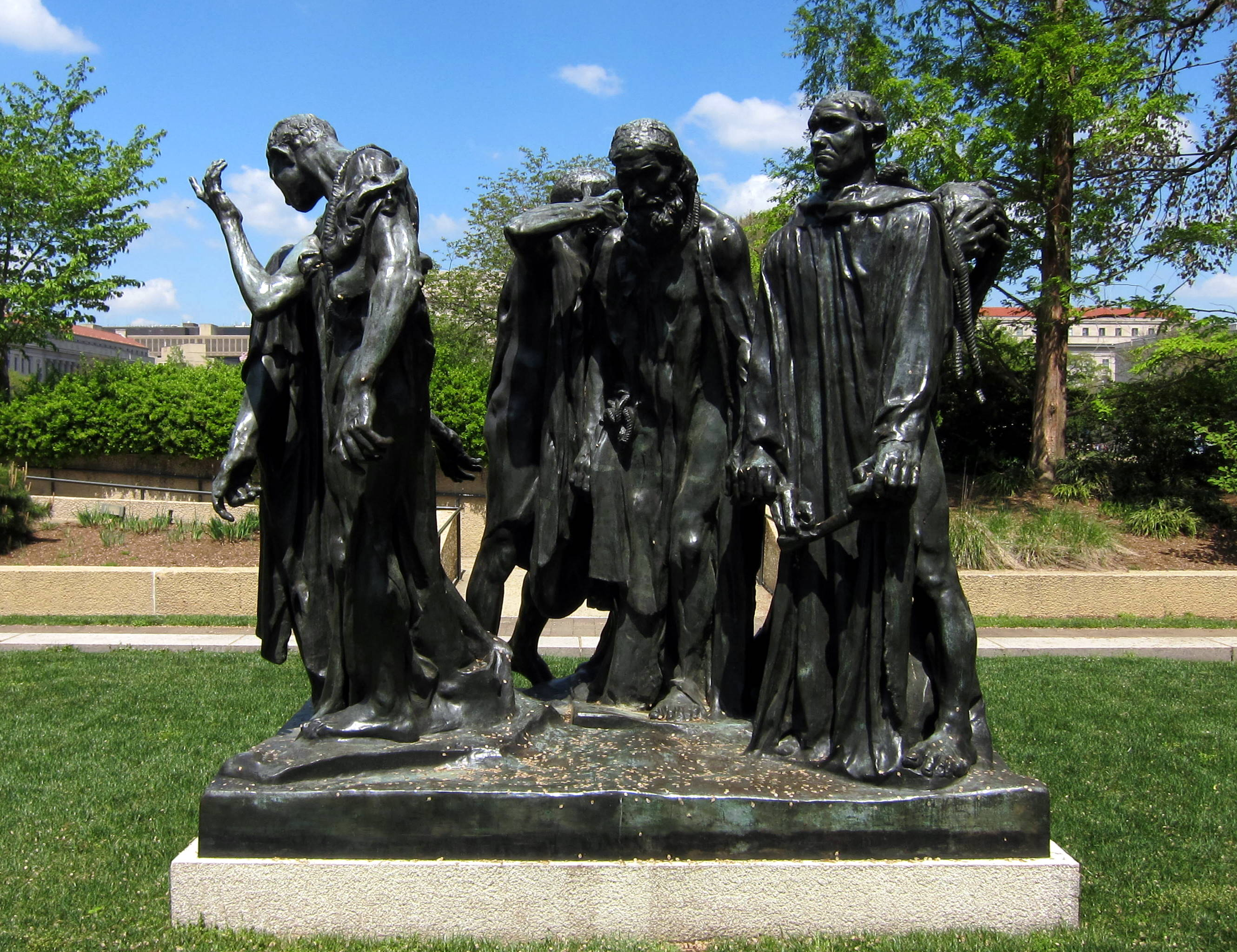
Auguste Rodin, Mieszczanie z Calais, odlew z 1943
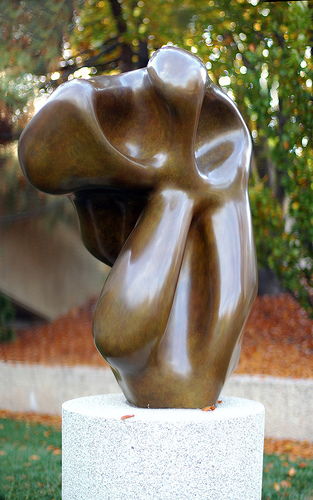
Hans Arp, Evocation of a Form Human Lunar Spectral
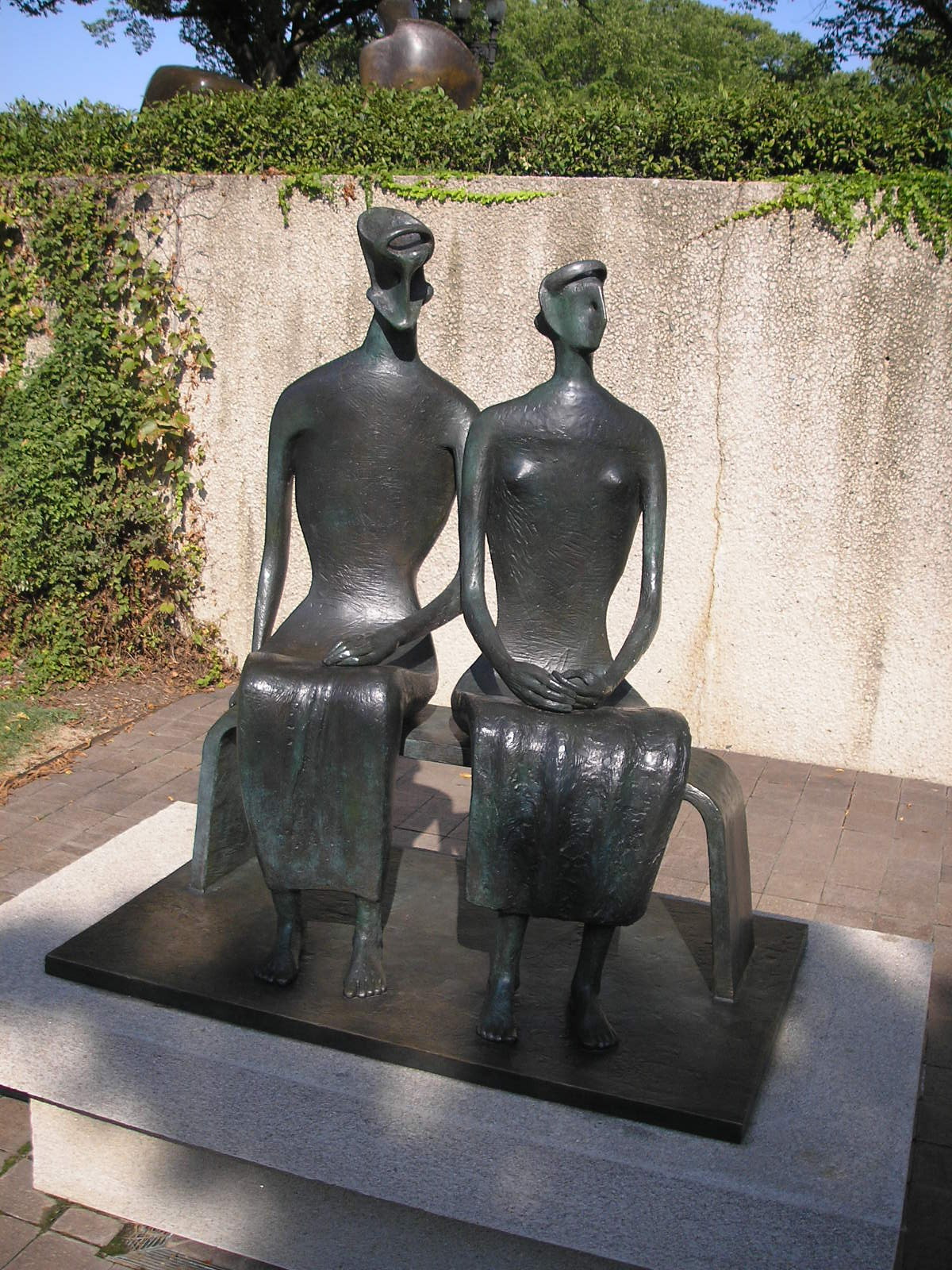
Henry Moore, Król i królowa, 1952–1953
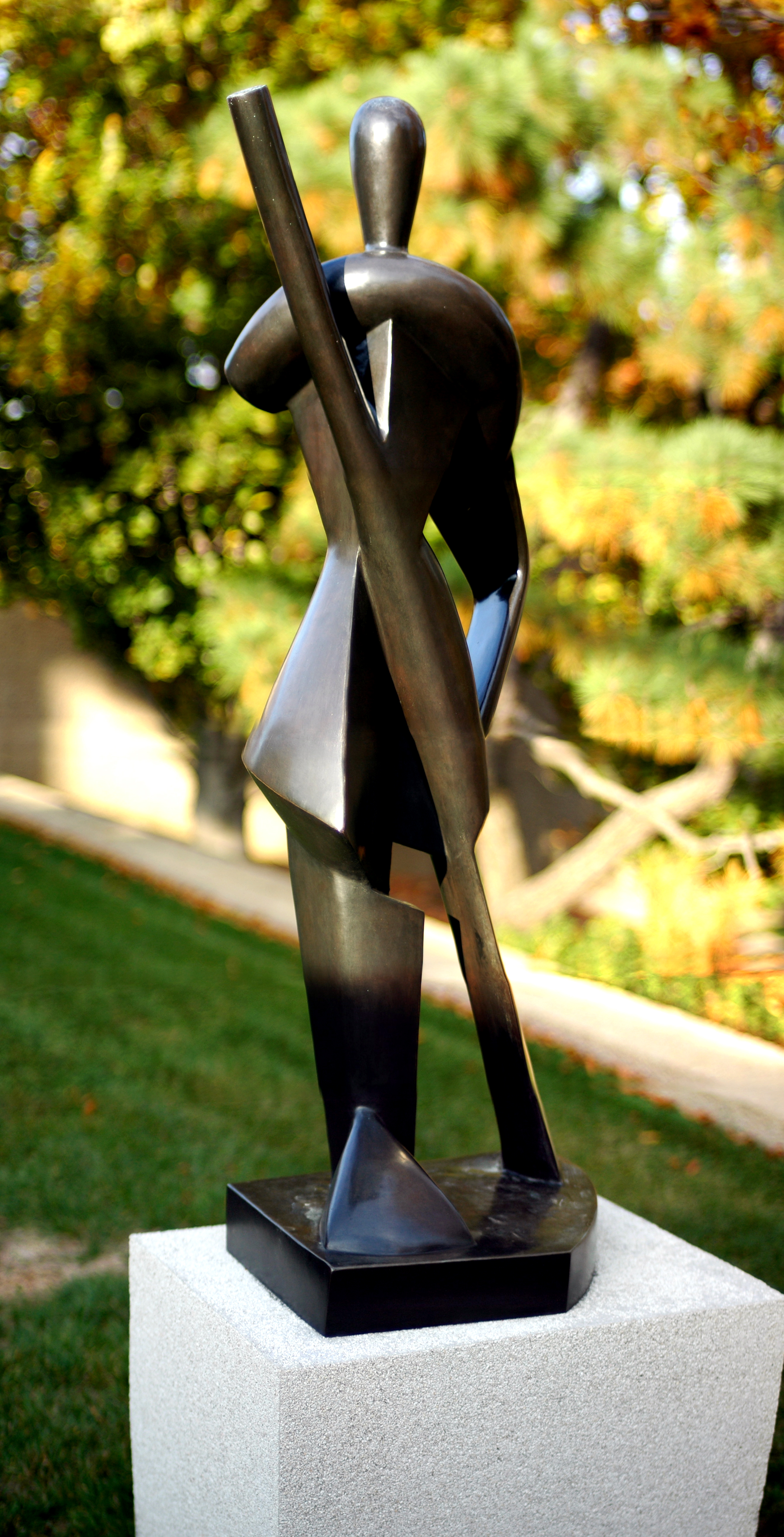
Alexander Archipenko, Gondolier, 1914, odlew 1957
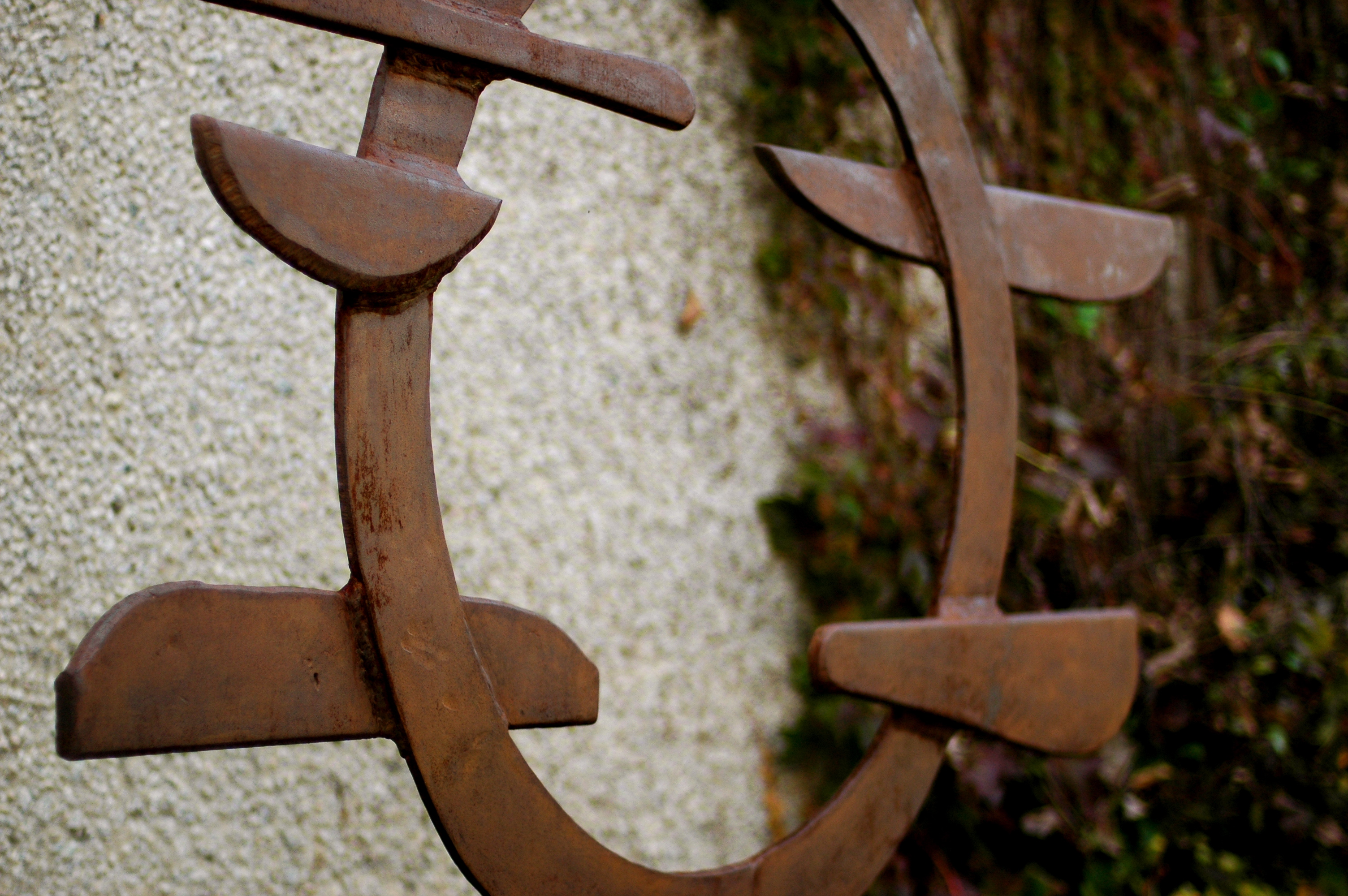
David Smith, Voltri XV
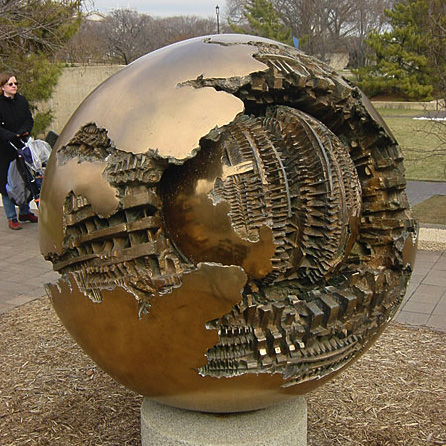
Arnaldo Pomodoro, Sfera w sferze
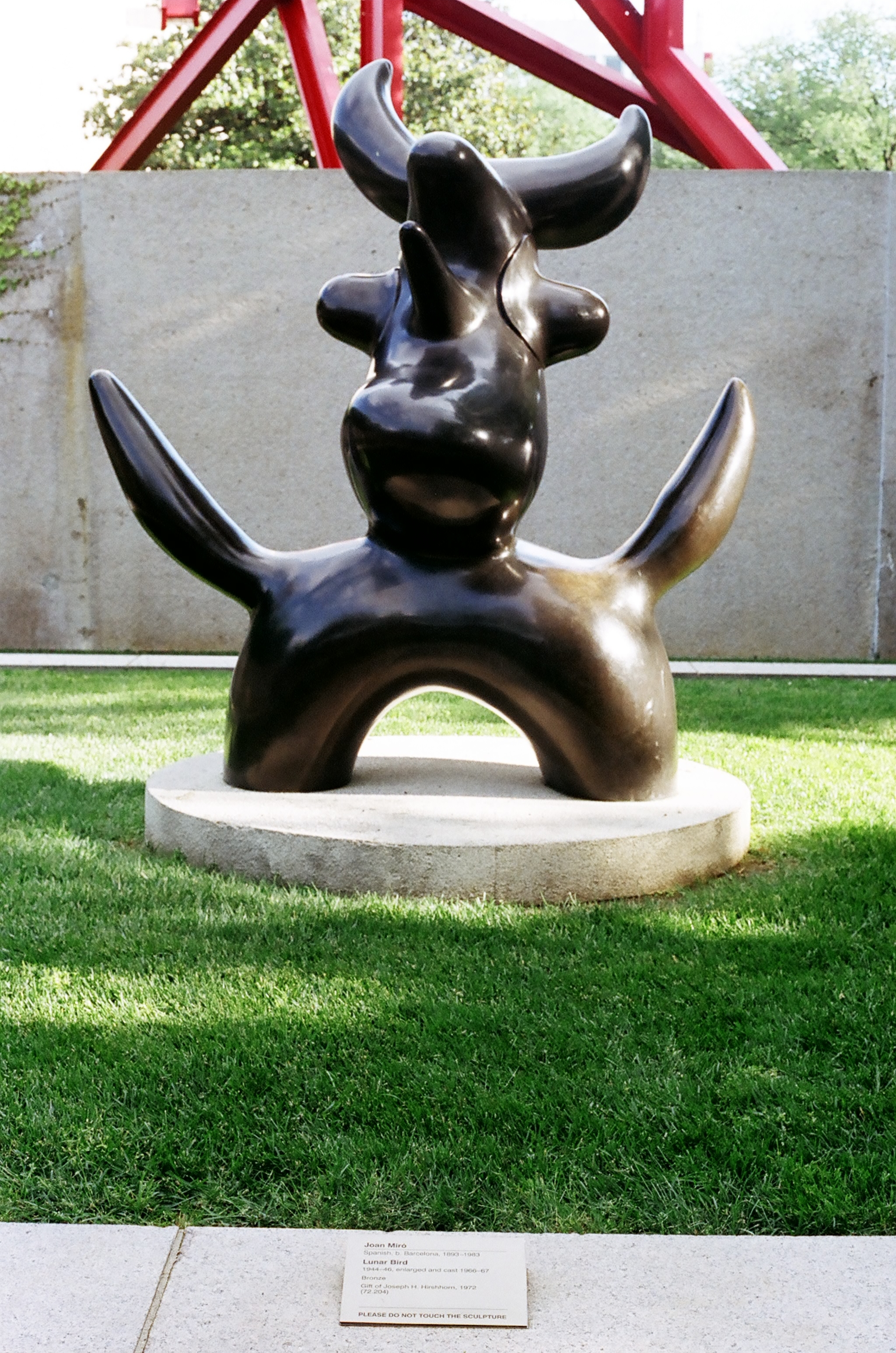
Joan Miró, Księżycowy ptak, odlew z 1967
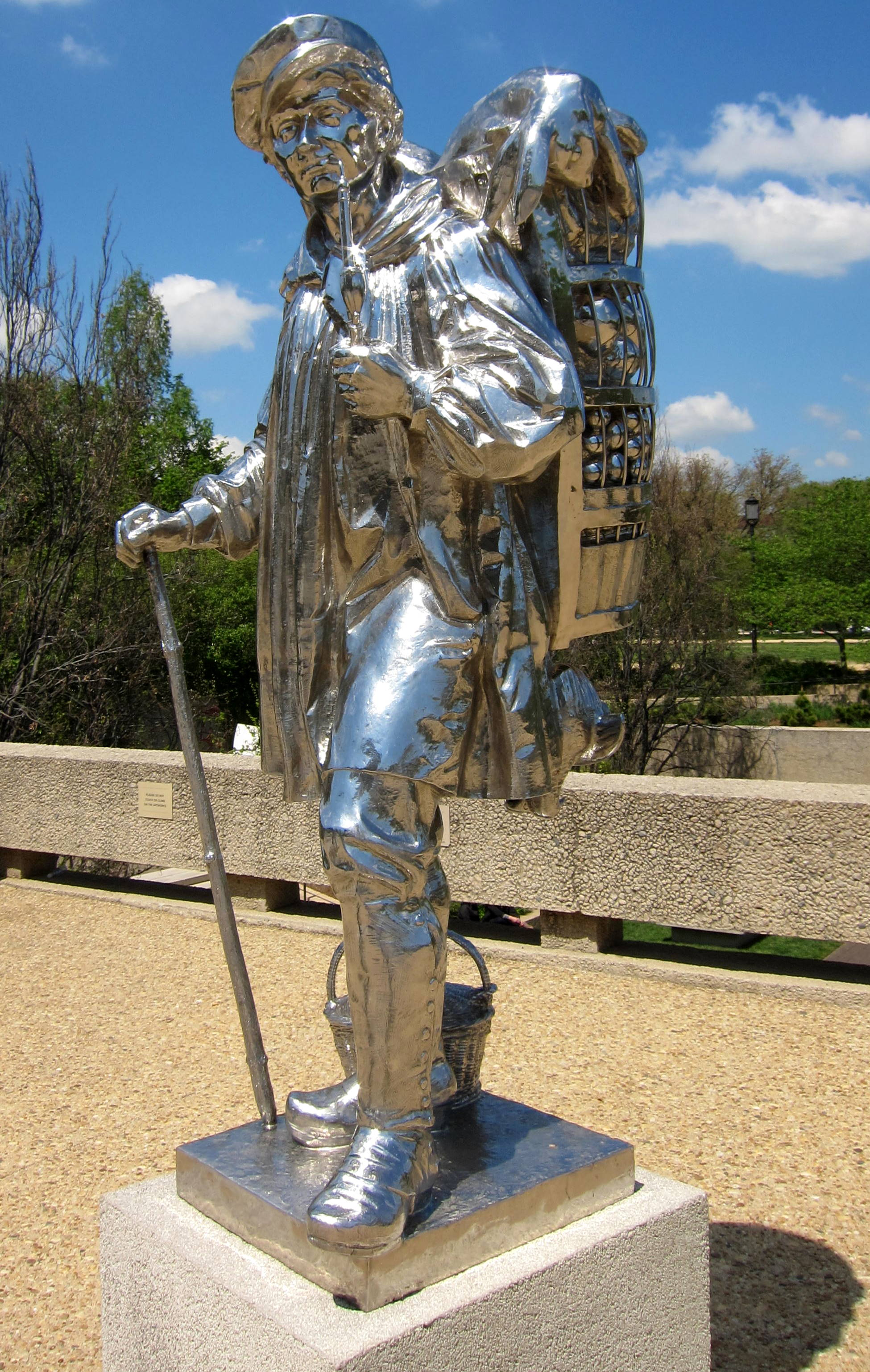
Jeff Koons, Kiepenkerl, 1987

### Malarstwo
Kolekcja malarstwa koncentruje się na malarstwie Stanów Zjednoczonych, począwszy od pionierskiej pracy artysty i pedagoga Tomasa Eakinsa do dzieł artystów współczesnych. Możliwość studiowania różnych trendów w sztuce amerykańskiej i jej osiągnięć zapewnia muzealna biblioteka. Muzeum posiada bogatą kolekcję prac takich artystów jak: Milton Avery, Stuart Davis, Robert Henri, Edward Hopper, George Luks, Kenneth Noland, Larry Rivers i inni. Są tu także duże zbiory prac artystów-imigrantów, którzy wzbogacili sztukę amerykańską: Josefa Albersa, Willema de Kooninga, Arshile’a Gorky’ego, Hansa Hofmanna, Yasuo Kuniyoshi i Maxa Webera. Kolekcję dopełniają zbiory prac współczesnych artystów europejskich (Francis Bacon, Balthus, George Grosz, Anselm Kiefer, René Magritte, Joan Miró) i latynoamerykańskich (Fernando Botero, Roberto Matta i Joaquín Torres García.

#### Galeria obrazów

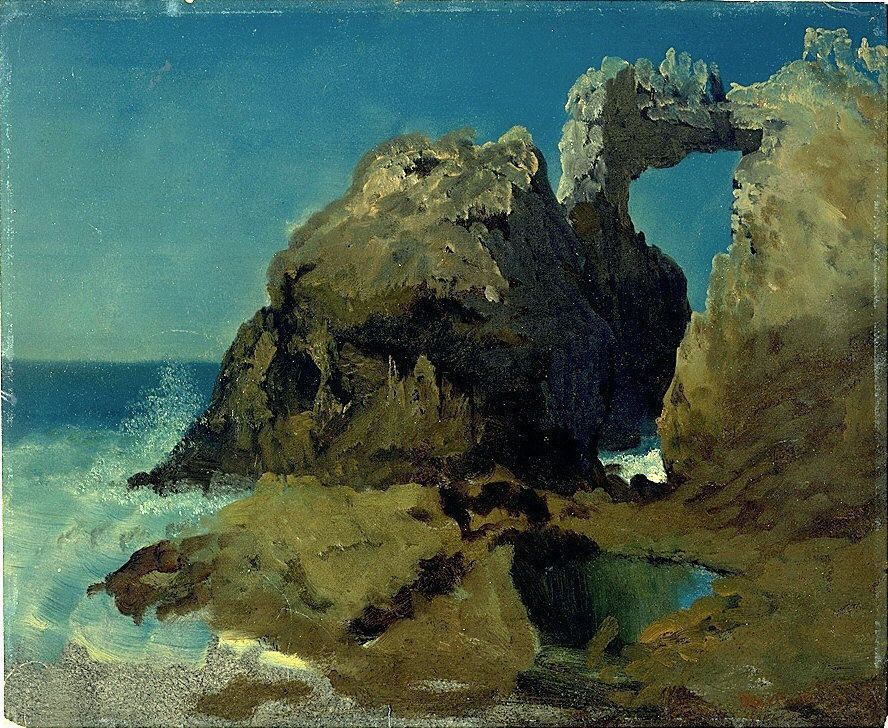
Albert Bierstadt, Wyspy Farallońskie, Ocean Spokojny, 1872
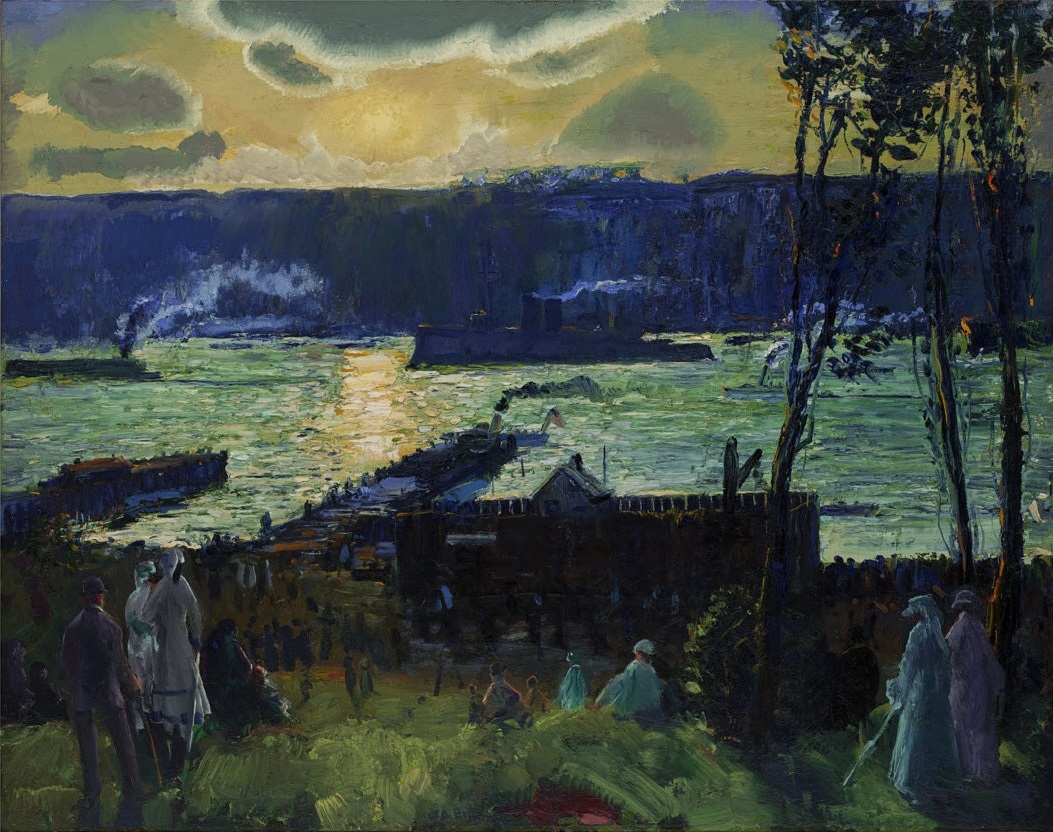
George Bellows, Okręty wojenne, 1909
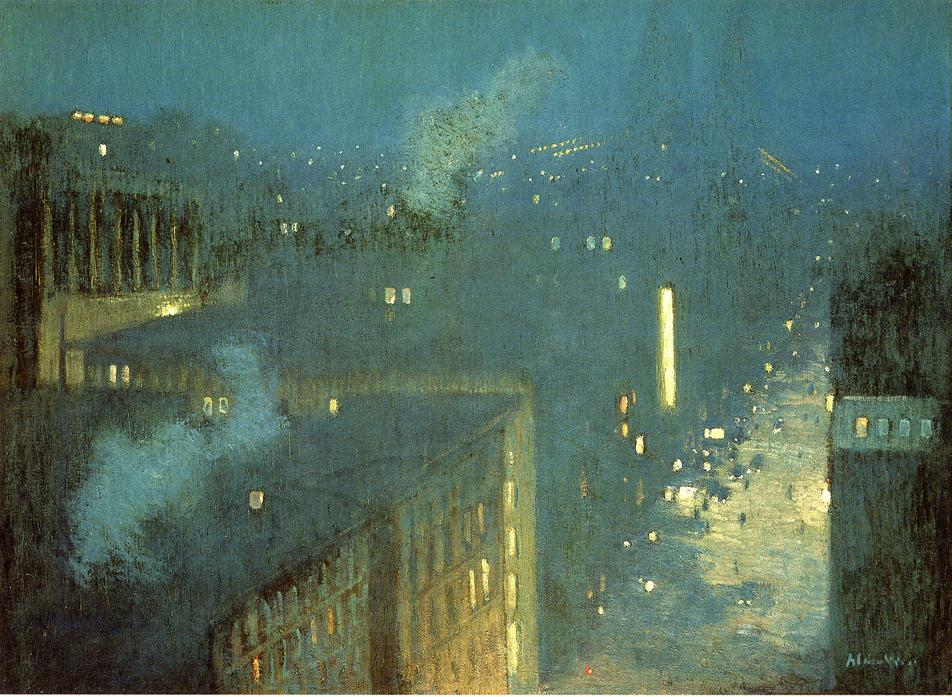
Julian Alden Weir, Nocturne: Queensboro Bridge, 1910
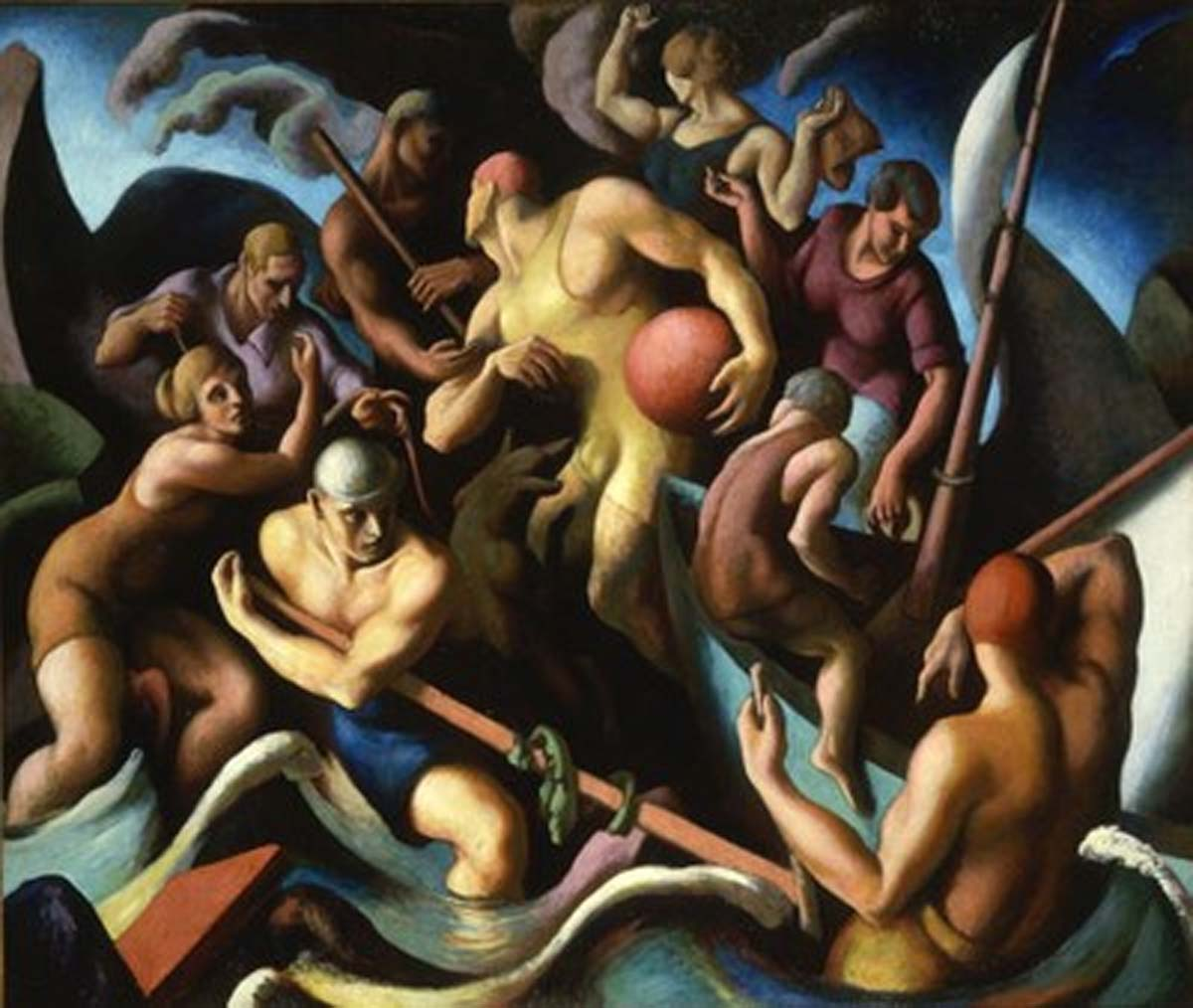
Thomas Hart Benton, Ludzie z Chilmark, 1920
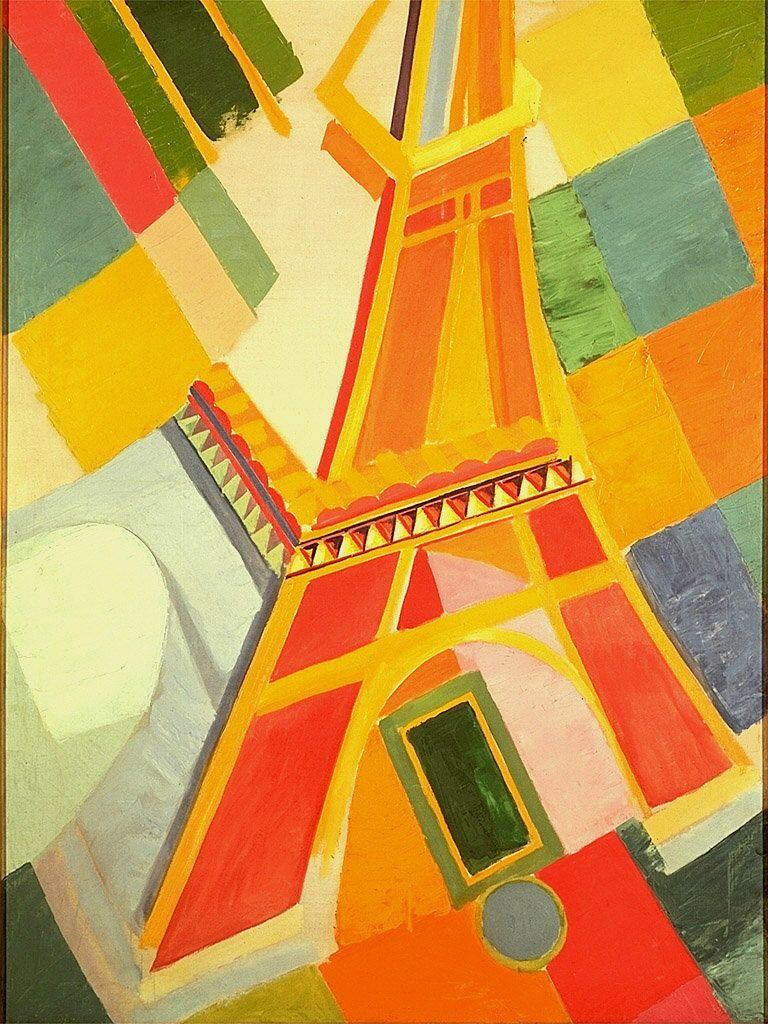
Robert Delaunay, Wieża Eiffla, 1924–1926

### Pozostałe zbiory
Około 2 500 prac w kolekcji to rysunki, grafiki, akwarele, sztychy i gwasze reprezentujące głównie XIX- i XX-wieczną sztukę europejską i amerykańską. Są tu prace takich artystów jak: Oscar Bluemner, Willem de Kooning, Thomas Eakins, Louis Eilshemius, Philip Evergood i Raphael Soyer oraz znaczące zbiory rysunków rzeźbiarzy, między innymi Alexandra Caldera, Gastona Lachaise'a, Giacomo Manzù, Marino Mariniego, Elie Nadelmana, George’a Segala i Henry’ego Moore’a. Niektóre z tych prac powstały jako szkice do rzeźb.

## Biblioteka
Przymuzealna biblioteka, Hirshhorn Museum Library, została założona w 1969 roku i jest obecnie zarządzana przez Smithsonian Institution Libraries (SIL). Jej zbiory mają ona charakter badawczy i są poświęcone współczesnemu malarstwu, rzeźbie, rysunkowi, grafice, fotografii, sztuce wideo, filmowi oraz nowym formom sztuki.Biblioteka posiada książki, katalogi wystawowe i wydawnictwa krótkotrwale od 1880 roku do chwili obecnej, związane zwłaszcza z artystów obecnymi w muzealnej kolekcji i z artystami, których prace prezentowane są w programie wystaw. Zasoby biblioteki składają się między innymi z ponad 62 000 woluminów, 35 bieżących tytułów serii wydawniczych. W ich skład wchodzą również materiały archiwalne związane z powstaniem muzeum i  rodziną Hirshhornów jak: listy, fotografie i pamiątki.